# Martine Roffinella
Martine Roffinella (née le 21 août 1961) est une femme de lettres française.

## Biographie
Elle, son premier roman publié en 1988, traite de la passion amoureuse d'une adolescente pour une de ses enseignantes. Il est remarqué par Bernard Pivot à Apostrophes.
Depuis, elle a publié une trentaine d'ouvrages - romans, nouvelles, poésie, essais. Son récit "L'Impersonne" fut finaliste du prix du roman féminin Marie-Claire.
Après avoir exercé l'activité de conceptrice-rédactrice publicitaire, elle a animé des ateliers d'écriture pendant de nombreuses années, notamment en milieu scolaire, en Centre d'action éducative et maisons d'arrêt (Laval, Saint-Brieuc, Vesoul).
Parallèlement, elle exerçait l'activité de correctrice en free-lance.
Elle a ensuite travaillé durant 7 ans, en tant que lectrice-correctrice et réviseuse de traductions, au sein de la maison d'édition Phébus. 
Elle a collaboré, entre 2017 et 2018, à la revue Genres, où elle tenait une chronique littéraire intitulée Les entretiens de Martine Roffinella'. Aujourd'hui elle poursuit cette activité sur son propre blog littéraire "Sous le pavé, la plume".
En 2019, elle fut éditrice et responsable de collection au sein de la maison Terre en Ciel éditions. 
En avril 2025, elle devient chroniqueuse pour le magazine ActuaLitté.

## Œuvres
- Elle, Phébus, 1988
- Dans ton sillage, Cariscript, 1991
- Les Lieux d'attente, illustration de Joëlle Brière, La Renarde rouge, 1997
- Mise à nu, Phébus, 1999
- Le Fouet, Phébus, 2000
- Les Indécises, Phébus, 2002
- Inconvenances, Phébus, 2004
- Unes, Phébus, 2005
- Recherches de fuite, Jean-Paul Bayol, 2009
- Trois Jours de braise, Éditions Dominique Leroy, collection e-ros D/s, 2012
- Chienne de traîneau, in Entre ses cordes, Dominique Leroy, collection e-ros D/s, 2012
- Chienne de brosse, in Domestiqué(e)s, Dominique Leroy, collection e-ros D/s, 2013
- Love, Phébus, 2013
- Se trouver en quittant tabac, alcool et autres peurs de vivre, Le Mercure Dauphinois, 2014
- État d'un lieu désert, Sulliver, 2015
- L’Impersonne (récit), Éditions François Bourin, 2017
- Rien entre nous, Sulliver, 2017
- Sang Fille, (nouvelle), Rhubarbe, 2017
- Camisole-moi (roman), Éditions François Bourin, 2018
- J.-C. et Moi (essai), Éditions François Bourin, 2018
- Kilogramme zéro, 5 Sens éditions, 2018
- Lesbian Cougar Story, La Musardine, 2019
- Merveille Au Mans, roman, Les Lettres Mouchetées, 2019
- Les hommes grillagés, H&O éditions, 2019
- Conservez comme vous aimez, roman, éditions François Bourin, 2020.
- Pour une absente, poésie, éditions Rhubarbe, 2020
- Les Cloîtrés d'Aurillac, roman, éditions Héliopoles, 2022
- Le Cri de la morue, sous le pseudonyme de Ninon Sagace, éditions Les Heures Bleues, coll. Hors Chemins, 2022
- Venise Off, roman, éditions La Manufacture de livres, 2024
- Résister au racisme, essai, éditions Le Murmure, 2025